# 3月14日 (旧暦)
旧暦3月14日は旧暦3月の14日目である。六曜は仏滅である。

## できごと
- 延暦19年（ユリウス暦800年4月11日） - 富士山が噴火（延暦噴火）
- 正嘉元年（ユリウス暦1257年3月31日） - 康元より正嘉に改元
- 元禄14年（グレゴリオ暦1701年4月21日） - 江戸城松の廊下で赤穂藩主・浅野長矩が高家肝煎・吉良義央に刃傷。長矩は即日切腹（赤穂事件）
- 明治元年（グレゴリオ暦1868年4月6日） - 五箇条の御誓文宣布、江戸開城をめぐる勝海舟・西郷隆盛会談

## 誕生日
- 明応6年（ユリウス暦1497年4月16日） - 毛利元就[1]、武将（+ 1571年）
- 文化6年（グレゴリオ暦1809年4月28日） - 島津斉彬、第11代薩摩藩主（+ 1858年）

## 忌日
- 元禄14年（グレゴリオ暦1701年4月21日） - 浅野長矩、赤穂藩主（* 1667年）
- 寛政元年（グレゴリオ暦1789年4月9日） - 三浦梅園、思想家（* 1723年）